# Juwan Fouad Masum
Jowan Fuad Masum (sinh năm 1970) là Bộ trưởng Viễn thông trong chính phủ chuyển tiếp của Iraq.
Cô là con gái của Fuad Masum, Tổng thống Iraq hiện nay, khi tốt nghiệp Đại học King với một bằng tiến sĩ trong truyền thông.